# Sex Machinegun
Albums de Sex Machineguns
Made in Japan
(1999)
Sex Machinegun est le premier album studio du groupe Sex Machineguns sorti en 1998.

## Liste des titres
1. Sex Machinegun - 5.36
2. Japan - 7.34
3. Scorpion Death Rock - 4.50
4. Devil Wing - 6.25
5. Sakurajima - 4.20
6. High Speed Samurai - 5.40
7. Famiresu Bomber - 5.43
8. Inu no seikatsu - 5.15
9. Hanabi-la daikaiten - 6.12
10. BURN -burn your fire of love- - 4.31

## Composition du groupe
- Anchang - chants; guitare
- Sussy - guitare
- Noisy - basse
- Speed Star Sypan Joe - batterie